# Campionati europei di ciclismo su strada 2009 - Gara in linea maschile Junior
La gara in linea maschile Junior dei Campionati europei di ciclismo su strada 2009 si è svolta il 4 luglio 2009 con partenza da Oostende ed arrivo a Hooglede, in Belgio, su un percorso totale di 135,3 km. La medaglia d'oro è stata vinta dall'italiano Luca Wackermann con il tempo di 3h10'30" alla media di 42,61 km/h, argento all'olandese Barry Markus e a completare il podio il francese Arnaud Démare terzo.
Al traguardo di Hooglede 63 ciclisti completarono la gara.

## Ordine d'arrivo (Top 10)
| Pos. | Corridore          | Squadra     | Tempo    |
| ---- | ------------------ | ----------- | -------- |
| 1    | Luca Wackermann    | Italia      | 3h10'30" |
| 2    | Barry Markus       | Paesi Bassi | s.t.     |
| 3    | Arnaud Démare      | Francia     | s.t.     |
| 4    | Marco Haller       | Austria     | s.t.     |
| 5    | Alexandre Billon   | Francia     | s.t.     |
| 6    | Tijmen Eising      | Paesi Bassi | s.t.     |
| 7    | Eugenio Bani       | Italia      | s.t.     |
| 8    | Konstantin Yakimov | Russia      | s.t.     |
| 9    | Michel Koch        | Germania    | s.t.     |
| 10   | Zico Waeytens      | Belgio      | s.t.     |